# Шкодиновац
Шкодиновац је насељено место у општини Ђуловац (до 1991. Миоковићево), у западној Славонији, Република Хрватска.

## Историја
До територијалне реорганизације у Хрватској насеље се налазило у саставу бивше велике општине Дарувар.

## Становништво
По попису из 2011. године насеље је имало 35 становника.
| Националност       | 1991.       | 1981.       | 1971.       | 1961.        |
| Срби               | 59 (95,16%) | 48 (72,72%) | 92 (93,87%) | 132 (89,79%) |
| Хрвати             | 0           | 0           | 4 (4,08%)   | 13 (8,84%)   |
| Југословени        | 2 (3,22%)   | 17 (25,75%) | 2 (2,04%)   | 0            |
| остали и непознато | 1 (1,61%)   | 1 (1,51%)   | 0           | 2 (1,36%)    |
| Укупно             | 62          | 66          | 98          | 147          |

- напомене:

Исказује се као насеље од 1948.